# Hermann Kiese
Hermann Kiese (1865 - 1923) a fost un horticultor german, specialist în creșterea trandafirilor. A creat diferite specii de trandafiri. A lucrat peste 20 de ani pentru rozariul J. C. Schmidt. Este unul din membrii fondatori ai Uniunii Prietenilor Trandafirilor din Germania (Verein Deutscher Rosenfreunde – VDR) și din 1911 - 1916 a fost redactorul șef al revistei Rosen-Zeitung